# Okręg Sélestat-Erstein
Okręg Sélestat-Erstein (fr. Arrondissement de Sélestat-Erstein) – okręg we wschodniej Francji. Populacja wynosi 135 tysięcy.

## Podział administracyjny
W skład okręgu wchodzą następujące kantony:
- Barr,
- Benfeld,
- Erstein,
- Marckolsheim,
- Obernai,
- Sélestat,
- Villé.